# 豐里橋
22°44′47″N 121°08′33″E / 22.746483°N 121.142523°E
豐里橋為一座臺灣臺東縣臺東市境內橫跨太平溪的橋樑，由臺東縣政府進行管理與維護，前身為台11線省道經過的主要主線橋樑，後於1998年，台11線進行外環道工程，交通部公路總局於太平溪靠出海口處另建新豐里橋，自此，豐里橋轉由臺東縣政府進行管理與維護。

## 歷史
豐里橋最初建造年代目前尚無數據考察。最早有紀錄時，為1965年（民國54年）6月18日，豐里橋遭到黛納颱風災害沖毀。1969年（民國58年），豐里橋重建完成。1990年（民國79年），因交通流量不足，進行第一次改建。
原有豐里橋已使用42年，由於過於老舊，因此臺東縣政府配合太平溪整體整治計畫順勢編列計畫，進行第二次改建。其改建工程於2011年（民國100年）1月29日開工，工期500天。由於這次改建工程的影響龐大，為了減少交通黑暗期的不便，並因應鄰近學校學生上下學及附近居民一般生活等需求，臺東縣政府也於豐里橋上游50公尺處搭設4公尺寬之鋼便橋。

## 諸元
豐里橋改建計畫為，拆除舊橋後，於原址重建三垮鋼橋乙座，改為橋寬20公尺橋兩端簡支鋼鈑樑垮度各24公尺，中間提籃式拱橋垮度80公尺鋼橋總長128公尺，兩端引道寬20公尺長約102公尺及其寬度輔附屬設施工程。

## 資料來源
1. ↑  .   [2014-10-11]. （原始内容存档于2014-10-18）.
2. 1 2  .   [2014-10-11]. （原始内容存档于2014-10-20）.
3. ↑  .   [2014-10-11]. （原始内容存档于2014-10-17）.